# Їжа замість бомб
«Їжа замість бомб» (англ. Food not bombs) — ідейна платформа, котра є базою діяльності непов'язаних одна з одною незалежних груп активістів, котрі безплатно роздають веганську та вегетаріанську їжу. Основне завдання ідей полягає у привернення уваги суспільства до нагальних проблем мілітаризму, бідності та голоду, джерелом яких є неправильне розставляння пріоритетів корпораціями та урядами. Ілюстрацією цього, а також способом скоротити витрати на придбання продуктів, слугує той факт, що значна кількість їжі, поширюваної активістами, — це надлишки, які інакше зіпсувалися б на складах, ринках та в супермаркетах і були б викинуті.

## Основи

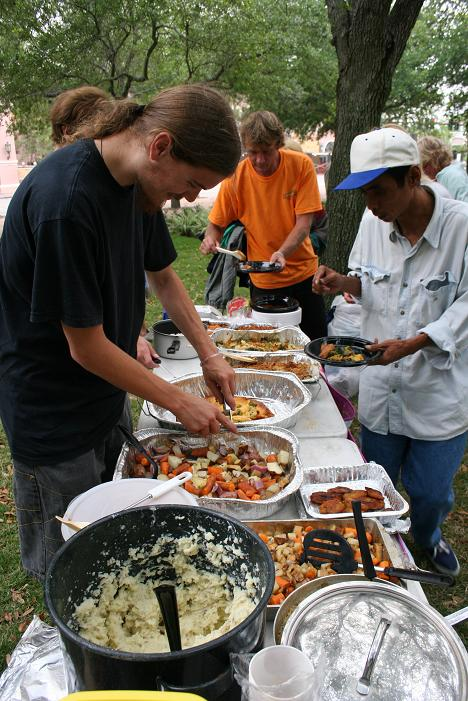
Члени «Їжі замість бомб» роздають їжу

«Їжа замість бомб» — це спроба нагодувати кожного голодного. Кожен осередок «Їжі замість бомб» збирає продукти, передусім надлишки, які в іншому випадку пропадуть і підуть на викид на складах, ринках, супермаркетах тощо, і готує з них їжу, яка безплатно пропонується всім голодним.
Основні ідейні положення:
- Якби уряд і корпорації витрачали стільки ж грошей, часу та енергії на харчування людей, скільки вони витрачають на війни, на світі не існувало б проблеми голоду;
- У світі достатньо їжі, щоб нагодувати кожного, але величезна її кількість викидається просто так, що є прямим наслідком мілітаризму і капіталізму;
- Веганство: якщо всю площу землі, залученої у м'ясній промисловості, засадити плодючими культурами, то проблема голоду у світі буде вирішена;
- Веганська їжа корисна для здоров'я, і для її отримання не потрібно вдаватися до насильства.

«Їжа замість бомб» також намагається привернути увагу громадськості до проблем бідності та бездомності в суспільстві, роздаючи безплатну їжу в громадських місцях і надаючи можливість зустрітися бідним, бездомним і безправним людям.

## Історія

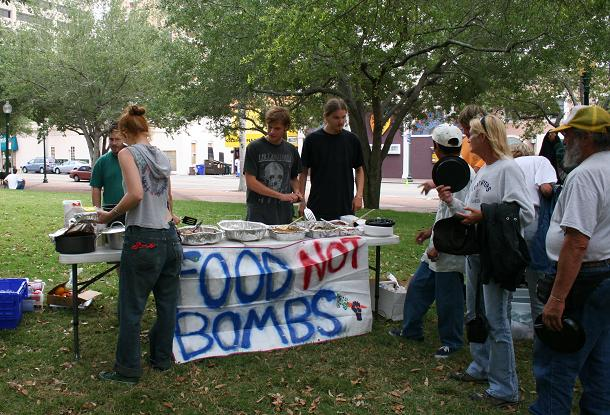
Food Not Bombs

### 1980-ті: заснування руху і початок його поширення
Рух «Їжа замість бомб» зародився на початку 1980-х років у Кембриджі в штаті Массачусетс, США. Група активістів руху проти ядерної загрози, які протестували проти будівництва Сібрукської атомної електростанції, почала залишати на стінах будинків по всьому місту гасла «Money for food, not for bombs» (укр. Гроші на їжу, а не на бомби). Пізніше гасло скоротився до «Food not bombs» (укр. Їжа, а не бомби. Їжа замість бомб) і став назвою їхньої групи. Незабаром після цього вони вирішили втілити своє гасло в життя. Під час зустрічі керівників великих банків, що фінансують проєкти в атомній енергетиці, група активістів стала роздавати безплатну їжу бездомним у кількості приблизно трьохсот осіб прямо перед будівлею, де відбувалася зустріч. Успіх був настільки великим, що група почала проводити такі акції регулярно, збираючи надлишки продуктів у продуктових магазинах і готуючи з них їжу.
Наприкінці 1980-х другий осередок «Їжі замість бомб» сформувався в Сан-Франциско. Незабаром він наштовхнувся на опір з боку поліції та міських мерів Арта Агноса і Френка Джордана («супові війни»). 15 серпня 1980 року було затримано 9 волонтерів. Мер Агнос викликав першу конфронтацію, використавши спеціальні підрозділи поліції для розгону активістів «Їжі замість бомб», які роздавали їжу в парку «Golden Gate». Проте група виявила завзятість і, попри сотні затриманих, продовжувала постачати їжу на вулиці. Вміле використання ними скандалу в ЗМІ дозволило їм заручитися підтримкою суспільства. Консервативний мер Джордан продовжив справу Агноса, відносини між «Їжею замість бомб» та адміністрацією залишалися напруженими. Члени групи постійно билися і затримувалися поліцією. Після кожної хвилі затримань група зростала. На кожну роздачу стали збиратися сотні людей, що ускладнювало дії поліції. У 1989 році члени «Їжі замість бомб» почали записувати на відео дії поліції та використовувати судову систему у спробах зупинити поліційне свавілля.

### 1990-ті: конфронтація з поліцією і подальше зростання
Протягом 1990-х бостонський осередок «Їжі замість бомб» теж стикався із протидією місцевої поліції. Однак після демонстрацій і висловлення солідарності місцевих церков потенційна можливість негативного висвітлення у ЗМІ зробила знищення руху незручним для політиків.
На виборах мера Сан-Франциско в 1995 році кандидат Віллі Браун пообіцяв припинити затримання активістів «Їжі замість бомб» і виграв вибори.
Частково через увагу ЗМІ до того, що рух «Їжа замість бомб» вижив у протистоянні в Сан-Франциско, осередки почали виникати в усьому світі. Рух продовжив набирати силу протягом 1990-х, були організовані чотири міжнародні зустрічі: у Сан-Франциско в 1992 та 1995 роках, в Атланті в 1996 році та в Філадельфії у 2005 рік році. Осередки «Їжі замість бомб» брали участь у підйомі антиглобалістського руху наприкінці 1990-х, що призвело до протесту проти АТЕС в 1997 році, «Міжнародного карнавалу проти капіталізму» (англ. International Carnival Against Capitalism) 18 червня 1999 року і до так званої «Битві в Сіетлі» (англ. «Battle in Seattle»), що призвела до зриву зустрічі СОТ.

### 2000-ті: антивоєнні акції
Рух «Їжа замість бомб» брав також активну участь в антивоєнному русі, що виник у 2002—2003 роках на знак протесту проти вторгнення до Іраку.
Виступаючи в Університеті Техасу в Остіні у 2006 році, представник контртерористичного відділу ФБР назвав рух «Їжа замість бомб» та мережу Indymedia серед організацій, що, імовірно, мають зв'язки із терористами.

### «Їжа замість бомб» сьогодні
Сьогодні осередки «Їжі замість бомб» існують у всьому світі, хоча більшість з них розташовані в Північній Америці. «Їжа замість бомб» має вільну структуру: кожен осередок керується кількома основними принципами та веде одну й ту ж діяльність, але кожен осередок має право приймати незалежні рішення виходячи з потреб людей у своєму регіоні. Крім цього, кожен осередок «Їжі замість бомб» діє на основі консенсусу: кожен робить однакову частку роботи й має рівне право голосу під час прийняття рішень. Крім збору та безоплатної роздачі їжі, багато осередків «Їжі замість бомб» беруть участь у проведенні заходів із боротьби з бідністю, запобігання війнам і допомоги іммігрантам.

## Репресії
Акції «Їжі Замість Бомб» далеко не завжди отримують підтримку з боку органів влади. У деяких країнах ця акція є забороненою, і до її учасників застосовуються різні санкції (затримання, переписування документів, виклики на бесіди у відділи органів внутрішніх справ та інше).

### Білорусь
У Білорусі в учасників акції бувають проблеми зі співробітниками міліції, часто закінчуються затриманнями.